# Leon Tuck
Leon Parker Tuck (Winchester, Massachusetts, 25 de maig de 1891 - Boston, 2 de setembre de 1973) va ser un jugador d'hoquei sobre gel estatunidenc que va competir a començaments del segle xx.
El 1920, un cop superada la Primera Guerra Mundial, va prendre part en els Jocs Olímpics d'Anvers, on guanyà la medalla de plata en la competició d'hoquei sobre gel.